# P.D. Bruun
Peter Daniel Bruun (født 18. december 1796 i Fredericia, død 7. juni 1864 i København) var en dansk jurist og politiker.

## Embedskarriere
Han var den tredje søn af justitsråd Bertel Bruun og var 13 år ældre end broren, M.P. Bruun. Han dimitteredes privat til Københavns Universitet 1813, vandt medaljen for en historisk prisopgave, blev 1818 juridisk kandidat og tog 1820 den juridiske licentiatgrad, hvorpå han endnu samme år blev assessor (dommer) i Viborg Landsoverret. Han købte 1830 den smukt beliggende ejendom Asmild Kloster ved Viborgsøerne og beholdt denne, også da han i juli 1839 udnævntes til assessor i Højesteret.

## Politisk karriere

### Stænderdeputeret
Allerede i 1838 blev han kongevalgt medlem af Viborg stænderforsamling, og ved valgene 1841 og 1847 sendtes han som deputeret til denne forsamling, hvor han i 1842 valgtes til præsident efter J.F. Schouw. Den nationale kamp om Slesvigs danskhed førtes fortrinsvis i Viborg stændersal, og navnlig var det her, at herredsfoged J.P. With indbragte klagen over, at det i Slesvigs Stænderforsamling var blevet forment Peter Hiort Lorenzen at tale dansk, og at så vel den kongelige kommissarius i Slesvig som selve regeringen havde i det væsentlige godkendt denne krænkelse af de danske slesvigeres ret. A.S. Ørsted forsvarede som kongelig kommissarius regeringens optræden og bestred de jyske stænders kompetence til at forhandle om denne sag, men blev med kraftig varme bekæmpet i forsamlingen, og hverken embedsmandens stilling eller juristens beundring for den store retslærde forhindrede P.D. Bruun fra ved denne som ved alle lejligheder (således i notabelforsamlingen i Flensborg 1851, hvoraf han var medlem) at tale danskhedens sag, ligesom han stedse var talsmand for mådeholden og lovbunden frihed.

### Medlem af Den Grundlovgivende Rigsforsamling
Han var således naturlig kaldet til efter Regeringsforandringen i 1848 at tage del i det nye forfatningsliv, og i oktober 1848 valgtes han i Ebeltoft (Randers Amts 5. valgkreds) til medlem af den grundlovgivende Rigsforsamling og blev medlem af grundlovsudvalget. Han kom her til at udøve en væsentlig indflydelse på affattelsen af Grundloven. Om de vigtige bestemmelser i udkastets §§ 30-36, der omhandlede repræsentationens sammensætning, havde ingen enighed kunnet opnås i udvalget; det havde spaltet sig i 6 mindretal, og et af disse bestod af P.D. Bruun og Hother Hage, hvis forslag dog ikke trængte igennem; senere blev der flertal i udvalget om en affattelse, som havde al udsigt til også at samle majoriteten i forsamlingen, men en erklæring af regeringen forandrede pludselig situationen og førte stemmerne over til P.D. Bruuns tidligere forkastede, nu af Hother Hage forladte, men af Christian Magdalus Jespersen tiltrådte forslag, og dette gik igennem med 68 stemmer imod 66, hvilket ringe flertal ved den endelige behandling, da Balthazar Christensen på hele Venstres vegne tiltrådte det, voksede til 127 stemmer imod 13. Sammensætningen af Folketing og Landsting i Grundloven af 5. juni 1849 blev således overensstemmende med et Bruun-Jespersenske forslag.

### Landstingsmand og -formand
Ved de første landstingsvalg i 1849 blev Bruun 4. medlem for København, og han genvalgtes siden flere gange for hovedstaden, men foretrak at tage sæde for en jysk landstingskreds. Da J.F. Schouw, som ligeledes var valgt for København, af helbredshensyn undslog sig ved at modtage præsidiet, valgtes Bruun til Landstingets første formand og beklædte denne stilling, indtil han i 1862 frivillig nedlagde den. Han medbragte til denne plads, hvor en parlamentarisk tradition først skulle skabes, sjældne egenskaber: en skarp formel sans, grundigt kendskab til lovgivningen og den tidligere politiske udvikling, urokkelig retsindighed og stor humanitet samt en sikker, om end i de mildeste former klædt bestemthed i sine afgørelser; kun hans yderst svage stemme var ham til hinder. mådeholdende og hensyntagende var han i høj grad, men sin overbevisning gav han under ingen betingelser til pris, og han holdt ud som repræsentant selv i de stærkt bevægede år 1853 og 1854, da mere udprægede politikere trak sig tilbage. hans standpunkt var vel bekendt, og det var derfor betegnende, at da Højesteret i 1855, netop som anklagen imod Ministeriet Ørsted skulle foretages, skulle vælge otte af sine medlemmer til at indtræde i Rigsretten – et valg, ved hvilket ancienniteten ellers altid har været afgørende –, udelukkede retten ham, skønt han hørte til de ældste assessorer, og han kom alene ind i Rigsretten ved Landstingets valg; kun derved kom stemmerne til sidst til at stå lige, hvad der medførte frifindelse.
Han udtrådte af Landstinget i juli 1862 og af Rigsrådet 12. september 1863, væsentlig af hensyn til sit svækkede helbred, og 7. juni 1864 sov han stille hen uden nogen egentlig foregående sygdom. Sit hele liv igennem nød han almindelig højagtelse, og hans milde, blide karakter, der intet havde til fælles med svaghed, gjorde ham elsket og afholdt af alle. P.D. Bruun, der fra 1856 havde titel af konferensråd og siden 1857 var Kommandør af Dannebrogordenen, ægtede 24. november 1824 Reinholdine Vilhelmine Christine Schønheyder (født 1804), der overlevede ham i næsten en snes år (død 1883); hun var en datter af gehejmekonferensråd J.F.G. Schønheyder.